# Cilangkap (Babakancikao)
Cilangkap is een bestuurslaag in het regentschap Purwakarta van de provincie West-Java, Indonesië. Cilangkap telt 6074 inwoners (volkstelling 2010).